# Boerenmolen
De Boerenmolen is een molenrestant nabij de tot de West-Vlaamse gemeente Jabbeke behorende plaats Snellegem, gelegen aan Oude Bruggeweg 3.
Het was een ronde stenen molen van het type stellingmolen, welke fungeerde als korenmolen.

## Geschiedenis
In 1840 werd op deze plaats een watermolen van het type onderslagmolen op de Waalbeek gebouwd. Deze fungeerde als korenmolen en oliemolen. In 1858 werd hiernaast een windmolen gebouwd, toen Koutermolen genaamd. De watermolen fungeerde sindsdien louter als oliemolen, terwijl de windmolen voor het malen van koren werd gebruikt. In 1886 werd de windmolen van een gasmotor voorzien, terwijl in 1906 bij de watermolen een stoommachine werd geïnstalleerd en aldus een stoomoliemolen ontstond.
In 1906 werd de molen verkocht aan een boerencollectief, waarvandaan de naam Boerenmolen stamt. In 1921 werd de watermolen omgebouwd tot woonhuis. Tot 1961 werd er nog geregeld met de windmolen gemalen, maar daarna raakte de molen in verval: in 1963 werd de gaanderij door storm vernield. In 1976 werd, na stormschade, het wiekenkruis en de kap weggenomen.
In 1981 werd de molenromp beschermd als monument, en de omgeving ervan, inclusief de visvijver, werd beschermd als landschap.
Van de watermolen bleef het voormalige stampkot (olieslagerij), dat over de beek heen was gebouwd en later omgevormd werd tot woonhuis.
- Inventaris van het Bouwkundig Erfgoed (Vlaanderen): 88788